# Iivari Kyykoski
Pentti Iivari Kyykoski (Finnország, Satakunta tartomány, Luvia, 1881. február 16. – Finnország, Helsinki, 1959. december 8.) olimpiai bronzérmes finn tornász.
Az 1908. évi nyári olimpiai játékokon indult, és mint tornász versenyzett. Csapat összetettben bronzérmes lett.
Klubcsapata a Ylioppilasvoimistelijat volt.